# 남영열
남영열(한국 한자: 南永烈, 1981년 7월 10일 ~ )은 대한민국의 전 축구 선수이며, 포지션은 수비수였다.